# Kásás Zoltán
Kásás Zoltán (Alpár, 1946. szeptember 15. –) olimpiai ezüstérmes és világ- és Európa-bajnok vízilabdázó, edző, Kásás Tamás vízilabdázó apja.

## Sportpályafutása

### Játékosként
1958-ban a Ferencvárosban kezdett el vízilabdázni. 1968-ban magyar bajnok volt. 1966-ban mutatkozott be a válogatottban. 1970-ben Eb, 1972-ben olimpiai második helyezett volt. 1973-ban világbajnoki, 1974-ben Európa-bajnoki címet szerzett. A válogatottban 1975-ig szerepelt. 1977-től 1984-ig a Tatabányai Bányász játékosa volt.

### Edzőként
Játékos-pályafutása után edzőként tevékenykedett. 1987-től a Magyar férfi vízilabda-válogatott szövetségi kapitánya is volt. A szöuli olimpián ötödik helyezett lett a csapata. Szerződését 1988 végén meghosszabbították, de az 1989-es Eb-n elért 9. helyezés után lemondott. Ezután az olasz Ortigia Siracusa edzője lett. 1991-ben visszatért Magyarországra és a Szeged edzője lett, majd egy szezon után a Ferencváros edzéseit vezényelte. Itt 1994-ig volt a felnőttek vezetőedzője. Ezután ugyancsak az FTC-nél az ifik trénere lett. 1995 májusában ismét a Fradi felnőttek trénerének kérték fel, de a következő szezonban már nem ő állt a csapat élén.
Később a szerb Becej alkalmazta. 2000-ben a BL győzelemre vezette őket. 2001-ben ugyanebben a sorozatban negyedikek lettek. Ezt követően a görög Olimpiakosz Pireusz edzője volt, akikkel 2002-ben a BL-győztes lett, majd a Szuper kupát is megnyerték. 2003-ban a Vasas edzője lett. 2004-ben az OB I-ben másodikok voltak. A BL-ben kiestek a negyeddöntőben. A szezon végén nem hosszabbították meg a szerződését a Vasasnál. Ezután Hódmezővásárhelyen volt edző. 2008-tól elvállalta a Szegedi VE edzői teendőit. Először csak a rájátszásra, majd a szezon végén három évre kötelezte el magát. 2009-ben megnyerték a LEN-kupát. 2009. decemberében kikaptak az európai Szuperkupában. 2010-ben és 2011-ben bronzérmes lett a csapata az OB I-ben. A 2011-es bajnokság után a Szeged nem hosszabbította meg Kásás szerződését. Ezt követően Szaúd Arábiában vállalt munkát, majd a brit válogatott szaktanácsadója lett. Ez a feladata az olimpia után megszűnt. 2013 szeptemberében a vízilabda-edzőképzés vezetője lett.

## Díjai, elismerései
- Magyar Köztársasági Arany Érdemkereszt (2004)
- Mesteredző (2005)
- A Magyar Köztársasági Érdemrend lovagkeresztje (2008)